# الدين في ليبيا
الدين في ليبيا 2020
الإسلام هو الدين السائد في ليبيا. فبخلاف الغالبية العظمى من المسلمين السنة، هناك أيضًا مجتمعات مسيحية صغيرة، تتألف حصريًا من المهاجرين. المسيحية القبطية الأرثوذكسية وهي الكنيسة المسيحية في مصر هي أكبر وأشهر طائفة مسيحية في ليبيا.
اعتبارًا من عام 2016، بلغ عدد الجالية القبطية المصرية في ليبيا أكثر من 60 ألفًا، أي ما يشكل أكثر من 1% من السكان. بالإضافة إلى ذلك، كان هناك ما يقرب من 40.000 من الروم الكاثوليك في ليبيا، يخدمهم اثنان من الأساقفة - واحد في طرابلس (لخدمة المجتمع الإيطالي) والآخر في بنغازي (لخدمة المجتمع المالطي). هناك أيضًا مجتمع أنجليكاني صغير، يتكون أساسًا من العمال المهاجرين الأفارقة في طرابلس، ومنتسبين إلى الأبرشية الأنجليكانية في مصر.
كانت ليبيا حتى وقت قريب موطنًا لواحدة من أقدم الجاليات اليهودية في العالم، والتي يعود تاريخها إلى عام 300 قبل الميلاد على الأقل. تعرضت الجاليه اليهودية إلى سلسلة من المذابح التي بدأت في نوفمبر 1945 لمدة ثلاث سنوات تقريبًا، مما أدى إلى انخفاض كبير في عدد السكان اليهود في ليبيا.
تعتبر ليبيا متجانسة دينيا مقارنة بالبلدان الأخرى فنحو نسبة 97% من سكانها مسلمون وهم من الليبيين والعرب والأفارقة خاصة التشاديين والسودانيين ونسبة 3% من المسيحيين وخاصة الأرثوذكس الأقباط المصريين والكاثوليك الأفارقة والأوروبيين العاملين في الشركات الأجنبية ونسبة ضئيلة جدا من البوذيين من شرق آسيا.

## الأديان في ليبيا

### الإسلام

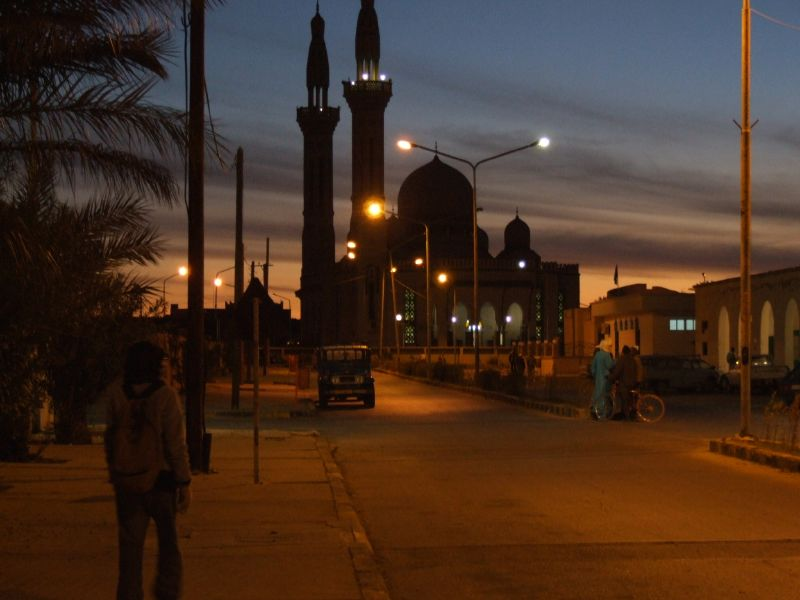
مسجد غدامس

وصل الإسلام ليبيا بعد فتحها من قبل عمرو بن العاص في القرن السابع وانتهاء المسيحية البيزنطية فيها. تعتبر ليبيا سنية المذهب على مذهب الإمام مالك، حيث أن أكثر من 95% من الليبيين سنيين مالكيين بينما يتبع جزء من الأمازيغ الليبين المذهب الأباضي، ولا وجود لأي جماعات غير مسلمة أو مذاهب إسلامية أخرى.
وصل الإسلام الي بعض مناطق ليبيا قبل الفتح، حيث أسلم بعض الأمازيغ في أوجلة قبل الفتح بالمبايعة وعن طريق قوافل التجارة

### المسيحية

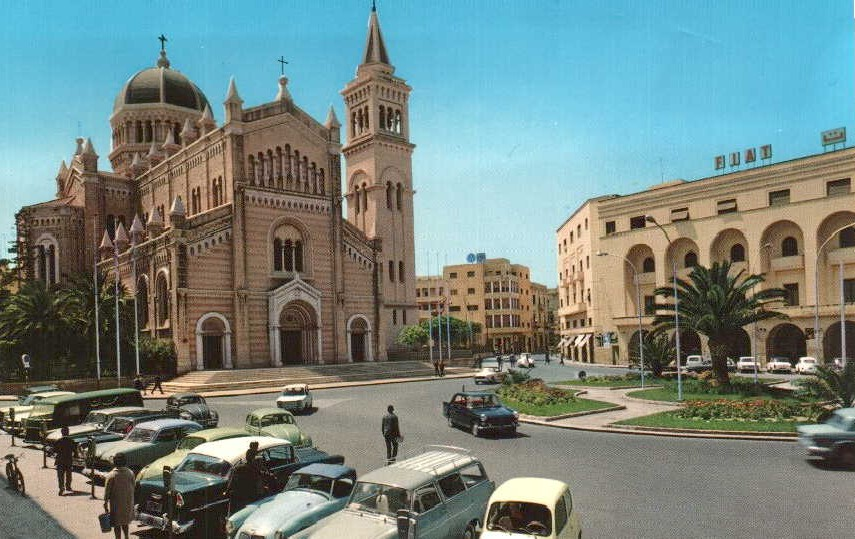
كاتدرائية طرابلس في الستينات.

رغم أن ليبيا كانت أول مكان للدعوة المسيحية في أفريقيا وأنها مكان مولد القديس مرقس إلا أنه لا يوجد مسيحيين ليبيين حيث تمثل المسيحية في ليبيا ديانة المهاجرين الأجانب وخاصة الأقباط المصريين الأرثوذكس المقدر عددهم بحوالي 60.000 نسمة والكاثوليك والبروتستانت الأوروبيين والأفارقة البالغ عددهم حوالي 40.000 نسمة وبذلك تشكل المسيحية حوالي 3% من السكان.
كان عدد الكاثوليك التابعين للكنيسة الرومانية في ليبيا يقدر بنحو 50 ألفا.
كما تتواجد عدد من الكنائس في عدة مدن ليبية بعضها يعمل والآخر مقفل فمثلا في البيضاء توجد كنيستين احداهما مقفلة، وفي طبرق هناك تواجد لجاليات مسيحية، وعدد الكنائس ثلاث كنائس أحدها تحولت إلى متحف وطني إضافة لكنيستين بغريان ومصراتة.

### اليهودية

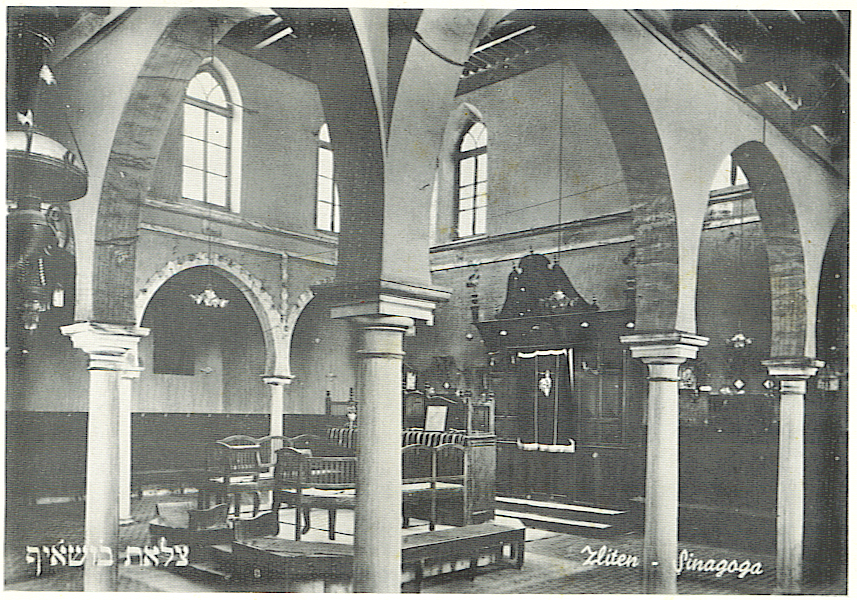
كنيس صلاة ابن الشيف في تليتن قبل الحرب العالمية الثانية

كان لليهود وجود في ليبيا على الأقل منذ زمن الحكم الهلنستي تحت حكم بطليموس لاغوس عام 323 قبل الميلاد في قورينا. وكانت ليبيا، التي كانت في يوم من الأيام موطناً لطائفة يهودية كبيرة ومزدهرة، أصبحت الآن خالية تماماً من اليهود بسبب المذابح المعادية لليهود والهجرة إلى إسرائيل.
خلال الحرب العالمية الثانية، تعرض السكان اليهود في ليبيا لقوانين معادية للسامية من قبل النظام الإيطالي الفاشي والترحيل من قبل القوات الألمانية. بعد الحرب، أدى العنف ضد اليهود إلى مغادرة العديد من اليهود البلاد عائدين إلى فلسطين. وأدت مذبحة وحشية في طرابلس في 5 نوفمبر 1945 إلى مقتل أكثر من 140 يهوديًا وإصابة مئات آخرين. تم نهب كل كنيس يهودي تقريبًا. في يونيو 1948، عندما كان هناك 38.000 يهودي في ليبيا، قتل مثيرو الشغب 12 يهوديًا آخرين ودمروا 280 منزلًا يهوديًا.
فر آلاف اليهود من البلاد بعد أن حصلت ليبيا على الاستقلال والعضوية في جامعة الدول العربية في عام 1951. وبعد حرب الأيام الستة، تعرض السكان اليهود البالغ عددهم 7000 نسمة مرة أخرى للمذابح التي قُتل فيها 18 شخصًا، وأصيب عدد أكبر، مما أدى إلى اندلاع حرب أهلية ونزوح شبه كامل ترك أقل من 100 يهودي في ليبيا.
وفي عهد الحاكم السابق العقيد معمر القذافي، أصبح الوضع أسوأ بكثير، حيث تمت مصادرة جميع الممتلكات اليهودية وإلغاء جميع الديون المستحقة لليهود. وعلى الرغم من أن الكنيس في طرابلس خضع للتجديد في عام 1999، إلا أنه ظل مغلقًا.
في فبراير 2002 توفيت آخر يهودية تعيش في ليبيا (إزميرالدا مغناجي) وكان ذلك بمثابة نهاية لواحدة من أقدم المجتمعات اليهودية في العالم، والتي تعود جذورها إلى القرن الرابع قبل الميلاد.

### البوذية
تشكل البوذية حوالي 0.3% أغلبهم من العمال السريلانكيين ومن شرق آسيا ولا توجد أماكن عبادة بوذية في ليبيا.

### الهندوسية
هناك عدد قليل جدا من الهندوس في ليبيا. هاجروا بشكل رئيسي من الهند للعمل في ليبيا. كان يقيم في البلاد حوالي 15 إلى 16 ألف هندوسي حتى عام 2011. ولكن عندما اندلعت الحرب، عاد الكثير منهم إلى الهند.

## إحصائيات
وفقًا لدراسة أجراها الباروميتر العربي، ارتفعت نسبة الليبيين الذين يعتبرون أنفسهم غير متدينين من حوالي 10% في عام 2013 إلى حوالي 25% في عام 2018. وفي الاستطلاع، وصف حوالي ثلث الشباب الليبيين أنفسهم بأنهم غير متدينين.
وفقًا لاستطلاع الباروميتر العربي في عام 2018، عرف 99.9% في ليبيا أنفسهم على أنهم مسلمون، بينما ذكر 0.1% على أنهم لا دين لهم. استند هذا الاستطلاع إلى عينة مكونة من 1962 شخصاً في ليبيا.

## الحرية الدينية
تعتبر حرية ممارسة العبادة للأجانب مسموح بها بشرط ألا تكون علنية.[بحاجة لمصدر]